# Inga paludicola
Inga paludicola är en ärtväxtart som beskrevs av A.R.Molina. Inga paludicola ingår i släktet Inga och familjen ärtväxter. Inga underarter finns listade i Catalogue of Life.